# Do You Like Horny Bunnies?
Do You Like Horny Bunnies? e sua continução Do You Like Horny Bunnies? 2  são jogos multi-cenário love-sim (erótico) para Windows. Você joga o jogo movendo-se através da história e faz escolhas que afetam o resultado, permitindo diversas potencialidades, terminações e excelentes replays. o jogo apresenta as vozes originais japonesas, juntamente com uma tradução exata Inglês.
1. ↑  «Ecchi na Bunny-san wa Kirai?». The Visual Novel Database (em inglês). Consultado em 15 de março de 2025
2. ↑  «Ecchi na Bunny-san wa Kirai? 2». The Visual Novel Database (em inglês). Consultado em 15 de março de 2025
3. ↑  GrantMeStrength. «Documentação do Windows». learn.microsoft.com. Consultado em 15 de março de 2025